# Castell de Dunguaire
El Castell de Dunguaire (en anglès Dunguaire Castle i en irlandès Dún Guaire) és una torre-residència del segle xvi situat a prop de Kinvara, a la costa sud-est de la Badia de Galway del Comtat de Galway, Irlanda. El castell compta amb una torre de 75 peus d'alçada i una muralla de protecció, ambdues han estat restaurades i el pati interior està oberts als turistes durant l'estiu. Hom diu que és el castell més fotografiat d'Irlanda.
El castell va ser construït pel clan Hynes el 1520, una família que s'han associat a la zona des del 662, en el lloc on es creu que hi havia hagut el palau de Guaire Aidne Mac Colmáin, el llegendari rei de Connacht i el progenitor del clan. El castell de Dunguaire va passar al segle xvii a Oliver Martin, (el pare de Richard Martin Fitz Oliver). Es va mantenir en aquesta família fins que va ser adquirit a principis del segle xx pel cirurgià i poeta Oliver St. John Gogarty. Gogarty va començar la restauració del castell i el va establir com a lloc de trobada de les principals figures de la Celtic Revival, com W. B. Yeats, George Bernard Shaw, Augusta, Lady Gregory i John Millington Synge.
El castell fou novament venut i adquirit el 1954 per Christobel Lady Ampthill, que van completar les obres de restauració iniciades per Gogarty. Encara fou novament venut i el va comprar la Shannon Development, una empresa irlandesa que gestiona nombrosos llocs d'interès turístic i històric a Irlanda. Durant els mesos d'estiu quan Dunguaire castell està obert al públic, s'hi celebra cada nit un banquet medieval amb artistes disfressats que reciten literatura irlandesa i interpreten música irlandesa.
El castell de Dunguaire va ser utilitzat com a lloc de rodatge el 1979 com a residència del personatge principal de North Sea Hijak.